# Сан Мартино ди Финита
Сан Мартѝно ди Финѝта (на италиански: San Martino di Finita, на арбърешки: Shën Mërtiri, Шън Мъртири) е село и община в Южна Италия, провинция Козенца, регион Калабрия. Разположено е на 550 m надморска височина. Населението на общината е 1177 души (към 2012 г.).
 В това село живее албанско общество, наречено арбъреши. Те са се заселили в този район между XV и XVIII век като бежанци от османското владичество. Село Сан Мартино ди Финита е част от етнографическия район Арберия.